# Ousanas

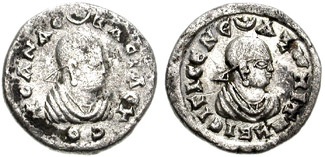
Münze des Herrschers

Ousanas war ein König von Aksum, der um 325 n. Chr. regierte.
Ousanas ist nur von seinen Münzen bekannt, von denen sich einige in Indien fanden und die weitreichenden Handelsbeziehungen dieser Zeit bezeugen.
In äthiopischer Überlieferung erscheint ein König "Ella Allada" oder Ella Amida, zu dem der Apostel Frumentius kam. Es wurde vermutet, dass Ousanas mit diesem König identisch ist. Schließlich gibt es eine Inschrift aus Eritrea, die einem Sembrouthes gehört. Auch dieser Herrscher wurde mit Ousanas identifiziert. Nach dieser Inschrift regierte er mindestens 27 Jahre.